# Муз/4
Муз/4 (М - мотовоз, у - вузькоколійний, з - з двигуном ЗІС, 4 - кількість осей) ― Бензиновий мотовоз, виробництво якого тривало 25 років, на декількох заводах в СРСР.

## Історія

### Калузький машинобудівний завод
Вперше мотовоз виготовлено 1934 року, на Калузькому машинобудівному заводі.

### Онезький машинобудівний і металургійний завод
З 1946 року виробництво налагодив Онезький завод. Після передачі технічної документації з Калузького заводу, місцеві інженери, на чолі з головним конструктором К.Н. Надьожиним та головою технічного відділу П.Ф. Тетюєвим, провели роботи по покращенню будови. Під виробництво Муз/4 було перероблено одну з виробничих ліній. В січні того ж року виготовили перший тестовий зразок, а до кінця року налагодили виготовлення 20 одиниць на місяць. Всього за перший рік виготовили 91 мотовоз цієї серії  На цьому заводі мотовоз виготовлявся по 1956 рік.

### Лікінський машинобудівний завод
З 1947 року виробництво почалося на Лікінському заводі. Виготовлялися до 1958 року.

### Калинівський екскаваторний завод
В 1949 році виготовлення розпочав Калінінський екскаваторний завод (тепер "Тверський екскаватор"). Виробництво тривало по 1953 рік.

За весь час виробництва цієї марки мотовозу, створено більше 2400 одиниць.

## Опис
Мотовоз має дерев'яну кабіну, розташовану в центрі кузова над реверс-редуктором. Оснащений електроосвітленням, все електричне обладнання аналогічне автомобілю ЗІС-150.  Рама цільнометалічна. З одного боку, вздовж, розміщено двигун, а з іншого платформа, на якій можна розмістити вантаж, генератор, кран, або пасажирський салон. По кутам рами розміщені 4 ящика для піску. Також встановлена механічна карданна передача на привід візків і ланцюгова передача на рухаючі осі.

## Технічні характеристики

### Загальні характеристики[5]
- Тип: вантажний/пасажирський
- Марка: Муз/4
- Передача: механічна
- Конструкційна швидкість: 25 км/год
- Службова маса: 8 т
- Зчіпна вага: 8 т
- Ширина: 2330 мм
- Висота: 2970 мм
- Довжина: 6720 мм
- Відстань осями на візку: 1300 мм
- Кількість осей: 4
- Колія: 750 мм
- Колісна формула: 0-2-0 + 0-2-0
- Діаметр колес: 600 мм
- Мін. радіус проходження кривих: 30 м

### Силова установка[4][5]
- Силова установка: ЗІС-5 (пізніше ЗІС-120)
- Охолодження: водяне
- Максимальне число обертів (за хвилину): 2400
- Потужність: 73 к.с. (при 2300 обертів на хвилину)
- Витрата на 1 т/км: 20 г
- Тип палива: бензин
- Запас палива: 100 кг

### Інші
- Місткість кузова: 3 особи
- Обслуговуючий персонал: 2 особи